# Гінда Володимир Васильович
Володимир Гінда — український історик, дослідник історії України у Другій світовій війні, автор понад 150 публікацій.

## Життєпис
Народився в 1979 році в селі Вишпіль Черняхівського району на Житомирщині.
Закінчив Вінницький педагогічний університет, історичний факультет.
З 2004 року живе у місті Вишневому під Києвом.
Захоплення: футбол. Довгий час був головою комітету арбітрів Києво-Святошинської районної федерації футболу (КСРФФ)
У 2007 році захистив кандидатську дисертацію на тему "Освіта в роки німецької окупації у генеральному окрузі «Житомир» 1941–1944 рр"  у Черкаському національному університеті імені Богдана Хмельницького.

## Праці
автор близько 150 наукових і науково-популярних праць з історії України
Список публікацій [Архівовано 26 травня 2020 у Wayback Machine.] у газеті Zbruč
- Гінда В. В. Освіта в роки німецької окупації у генеральному окрузі «Житомир» 1941–1944 рр. / автореф. дис... канд. іст. наук : 07.00.01 / Черкаський національний університет імені Богдана Хмельницького. – Черкаси, 2007. – 20 с.[2][3]
- В. Гінда «Діти окупації» – вигнанці повоєнних суспільств // ІНТЕРМАРУМ: історія, політика, культура. Житомир «Полісся», 2021. Вип. 9. С. 237-252 (Index Copernicus)
- Володимир Гінда. «Інтимні стосунки та сексуальне насильство під час німецько-радянської війни в окупації і на фронті». (Київ: Інститут історії України, 2021).
- В. Гінда Агенти-коханки: жінки на службі німецької та партизанської розвідок // Сторінки воєнної історії України: зб. наук. ст. К.: Інститут історії України НАН України. – 2021. Вип. 23. С. 116-134.

Науково - популярні видання
- Володимир Гінда. «Український спорт під нацистською свастикою (1941—1944 рр.)» / РУТА, 2012. — 500 с.[4]
- Ярослав Файзулін, Володимир Гінда. «Україна у вогні минулого століття». «Клуб сімейного дозвілля», Харків. — 2015. — 352 с., іл. (Серія: Для вічних пошуків правди: ТОП-50 історичних видань) [5]
- Гінда В. Секс і німецько-радянська війна. - К., 2022.
- Гінда В. Нацистська окупація України. - К., 2022.

## Особисте життя
Дружина Тетяна.
Син Назар (2010)